# Tyrifjorden
A Tyrifjorden 136 km²-es területével Norvégia ötödik legnagyobb tava. Buskerud megyében található, Hole, Lier, Modum és Ringerike községek területén. Térfogata 13,1 km³, legnagyobb mélysége 295 m, és felszíne 62 m-rel fekszik a tengerszint felett. Hønefossnál folyik bele a Begna folyó, ahol a Hønefossen vízesés is található.

## Fordítás
- Ez a szócikk részben vagy egészben a Tyrifjorden című angol Wikipédia-szócikk ezen változatának fordításán alapul.  Az eredeti cikk szerkesztőit annak laptörténete sorolja fel. Ez a jelzés csupán a megfogalmazás eredetét és a szerzői jogokat jelzi, nem szolgál a cikkben szereplő információk forrásmegjelöléseként.